# Siphonogorgia boschmai
Siphonogorgia boschmai är en korallart som beskrevs av Verseveldt 1966. Siphonogorgia boschmai ingår i släktet Siphonogorgia och familjen Nidaliidae. Inga underarter finns listade i Catalogue of Life.